# Grégory Lemarchal
Grégory Jean-Paul Lemarchal (La Tronche, 13 de maio de 1983 – Suresnes, 30 de abril de 2007) foi um cantor francês, vencedor da quarta versão do reality show Star Academy, transmitido pela televisão TF1.

## Vida Pessoal

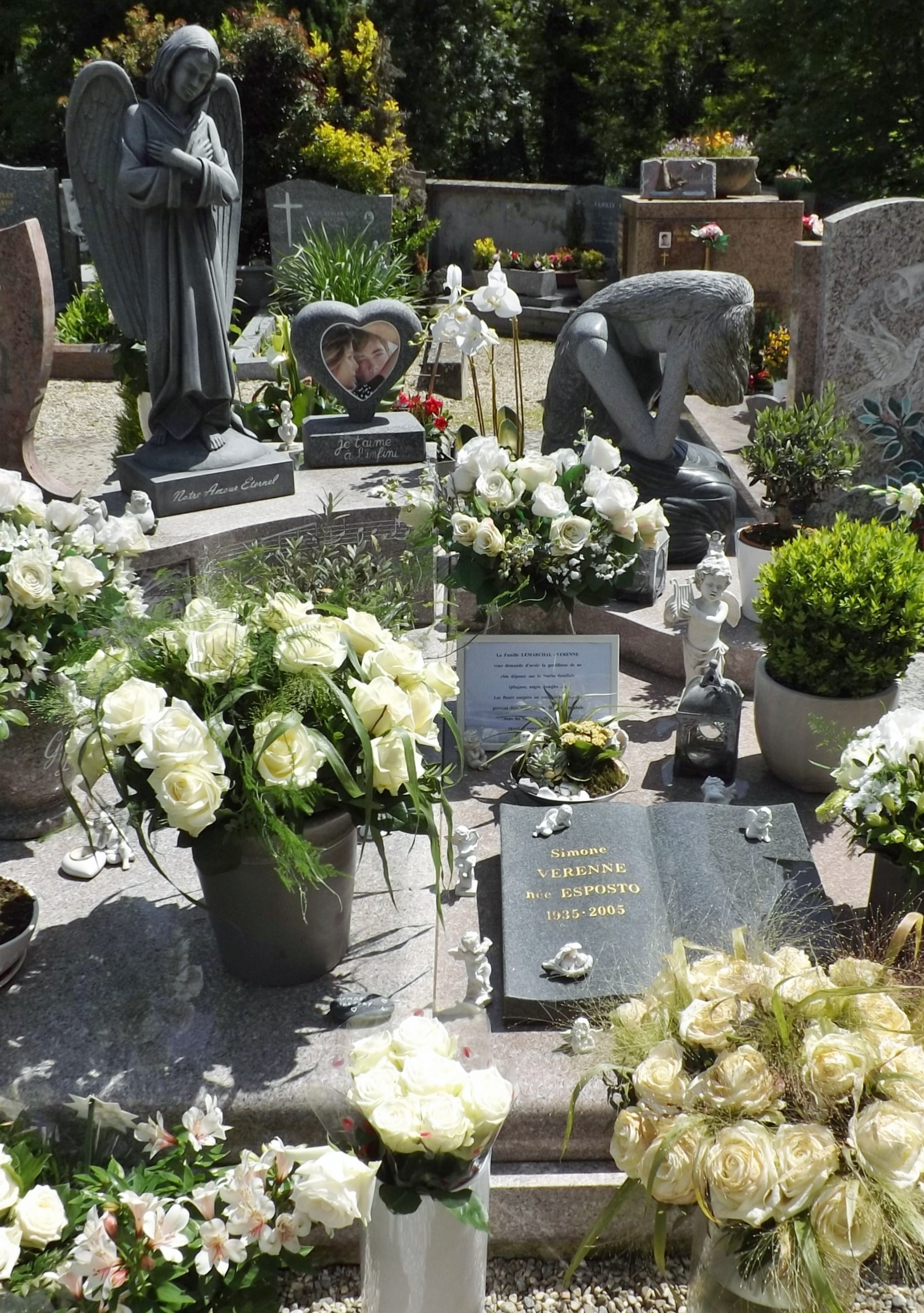
Vista da sepultura de Grégory Lemarchal, no Cemitério de Sonnaz, na França.

Grégory nasceu em La Tronche e cresceu em Chambéry. Em 2005 um amigo em comum, o apresentou a Karine Ferri, que viria ser sua namorada e posteriormente noiva, até sua morte em 30 de Abril de 2007, aos 23 anos, pouco antes de completar 24 anos, vítima de uma grave doença hereditária nos pulmões chamada fibrose cística. Uma polêmica surgiu após sua morte, quando Frédéric Martin, um comediante, foi multado em € 4.000, incluindo € 2.000 em danos, a serem pagos à família de Lemarchal. Quando Martin deu uma lista de vencedores na televisão nacional, ele se referiu a Lemarchal apenas pelo nome de sua doença, sem dar seu nome.